# Bloomfield & Harris
Bloomfield & Harris è un album pubblicato nel 1979 dalla casa discografica Kicking Mule e prodotto da Norman Dayron.
In questo disco Mike Bloomfield ed il chitarrista Woody Harris suonano nove brani, nella maggior parte tradizionali senza altro accompagnamento, nell'estate del 1980, i due fecero una serie di concerti in Europa (in Italia e Svezia, Settembre 1980, con la violoncellista Maggie Edmondson).

## Tracce
1. I'll Overcome (Brano Tradizionale)
2. I Must See Jesus (Brano Tradizionale)
3. Great Grifts from Heaven (Mike Bloomfield)
4. Gonna Need Somebody on My Bond (brano tradizionale)
5. I Am a Pilgrim (brano tradizionale)
6. Farther Along (brano tradizionale)
7. Have Thine Own Way, Lord (brano tradizionale)
8. Just a Closer Walk with Thee (brano tradizionale)
9. Peace in the Valley (Rev. Thomas A. Dorsey)

## Musicisti
- Mike Bloomfield - chitarra
- Woody Harris - chitarra